# Jakob Zeller

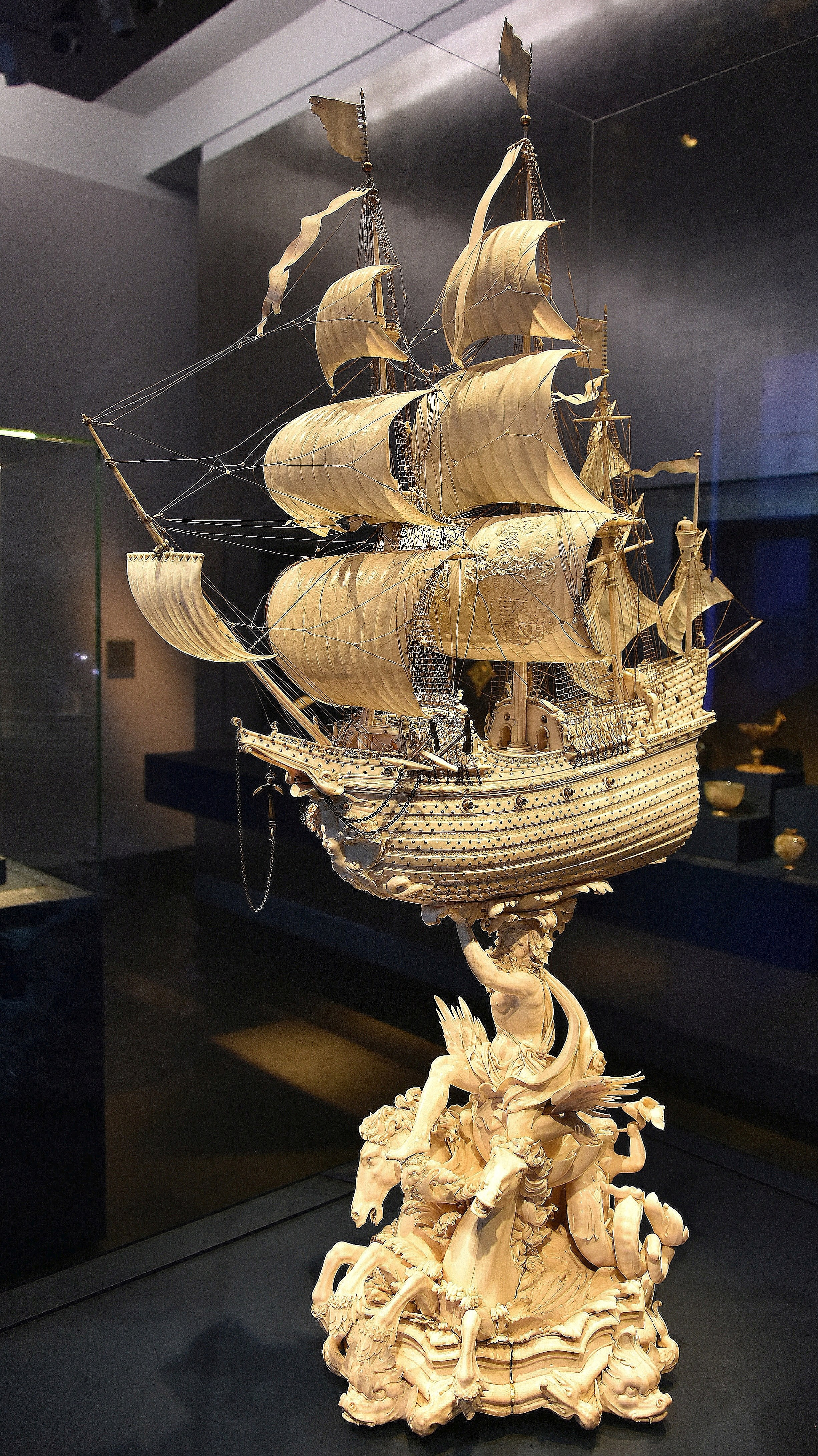
Jakob Zeller: Große Fregatte aus Elfenbein, von Neptun getragen, signiert und datiert 1620

Philipp Jakob Zeller (* Dezember 1581 in Regensburg; † 28. Dezember 1620 in Dresden) war ein deutscher Bildhauer, Kunstdrechsler und Elfenbeinschnitzer.

## Leben
Jakob Zeller ist der Sohn von Pankraz Zeller. Sein Vater arbeitete bereits seit 1583 in Dresden als Kunstdrechsler am sächsischen Hof. Über Freiberg gelangte Jakob Zeller nach Dresden und arbeitete seit dem 18. September 1610 für den sächsischen Hof. In jener Zeit waren gedrechselte Figuren und Kleinplastiken sehr gefragt. So schuf er eine Vielzahl hochwertiger künstlerischer Objekte, von denen das Kunstkammerinventar in Dresden immerhin noch 23 Arbeiten auflistet. Wohl am berühmtesten ist ein über einen Meter hoher Tafelaufsatz in den Dresdener Sammlungen. Das Grüne Gewölbe in Dresden stellt unter anderen einen in Miniaturschnitzerei ausgeführten Anhänger mit einem Bildnis des Kurfürsten Johann Georg I. aus sowie eine von Neptun getragene große Fregatte aus Elfenbein. Am 10. Juli 1619 wurde ihm das Dresdner Bürgerrecht verliehen.

## Werke (Auswahl)
- 1610: gedrechselter Elfenbeinpokal, geschmückt mit Perseus auf geflügelten Ross im Kampf mit einem Meeresungeheuer, Sammlung des schwedischen Königshauses.
- 1613: Elfenbeinpokal unten mit dem Satyr, der St. Georgs-Gruppe oben mit einem Tierfries ringsherum verziert. Staatliche Kunstsammlungen Dresden.
- 1614: aus Elfenbein geschnittenes Kruzifix und ein Trinkbecher mit vielen winzigen, teilweise noch vergoldeten Verzierungen zur Kurfürstlichen Raritätenkammer (Grünes Gewölbe) Staatliche Kunstsammlungen Dresden
- 1620: Neptun trägt eine große Fregatte aus Elfenbein. Grünes Gewölbe, Staatliche Kunstsammlungen Dresden Inventar-Nr.: II 107. Siehe hierzu eine Sondermarke der Deutschen Post (Serie: Schätze aus deutschen Museen; Wert: 145 Cent; Ausgabetag: 7. April 2016)[1]